# Ahuacatla, Puebla
Ahuacatla är en ort i Mexiko.   Den ligger i kommunen Ahuazotepec och delstaten Puebla, i den sydöstra delen av landet, 120 km nordost om huvudstaden Mexico City. Ahuacatla ligger 2 225 meter över havet och antalet invånare är 342.
Terrängen runt Ahuacatla är huvudsakligen kuperad. Ahuacatla ligger nere i en dal. Runt Ahuacatla är det ganska tätbefolkat, med 54 invånare per kvadratkilometer. Närmaste större samhälle är Huauchinango, 18,5 km nordost om Ahuacatla. I omgivningarna runt Ahuacatla växer huvudsakligen savannskog.